# سیارک ۴۱۳
سیارک ۴۱۳ (به انگلیسی: 413 Edburga، نامگذاری:1896CL) چهارصد و سیزدهمین سیارک کشف شده‌است که در ۷ ژانویه ۱۸۹۶ و در هایدلبرگ کشف شد.
قدر مطلق سیارک برابر ۱۰٫۱۸ است.